# Observatorio Vassar College
El Observatorio Vassar College es un observatorio astronómico de la universidad privada Vassar College, situado cerca del borde este del campus de la universidad en Poughkeepsie, Nueva York. Se terminó de construir en 1865 y fue el primer edificio en el campus de la universidad, más antiguo incluso que el Edificio Principal, con el que comparte el estado de Monumento Histórico Nacional. La importancia del observatorio se debe a su asociación con Maria Mitchell, la primera mujer astrónoma ampliamente conocida en los Estados Unidos.
Como la universidad construyó un nuevo observatorio en una colina cerca al borde del campus, el edificio ya no se usa para la astronomía. En 2008 se sometió a una gran restauración y renovación, y ahora alberga las oficinas del Departamento de Educación y sus aulas.

## Historia

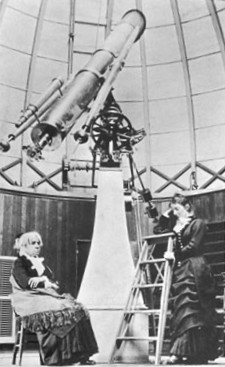
Maria Mitchell (sentada) dentro de la cúpula del Observatorio Vassar College.

Mitchell, la primera directora del observatorio, se centró principalmente en observar planetas y sus satélites. Ella fue una ávida defensora del uso del observatorio como parte de los cursos de estudio. Se podía encontrar a los estudiantes con frecuencia utilizando el telescopio principal y diversos de instrumentos más pequeños. Además de servir como un centro educativo y de investigación, el observatorio original también sirvió como hogar para Mitchell y su padre durante y después de su desempeño como profesora.
La profesora Mary Watson Whitney asumió la dirección en 1888. Había sido estudiante de Mitchell. Whitney se centró en los cometas y publicó en 1890, 1892 y 1895 en el Astronomical Journal.
Se afirmó en Popular Astronomy en 1904: "En general, el trabajo realizado en Vassar es similar al realizado en varios de los observatorios alemanes e italianos más pequeños".
El edificio fue declarado Hito Histórico Nacional en 1991.
Hoy, el antiguo observatorio ya no se utiliza para la investigación. El edificio aún está en pie, pero el telescopio ha sido retirado y la mayor parte del edificio se utiliza como oficinas. A fines de la década de 1990, se construyó un nuevo observatorio en el campus de Vassar College nombrado Observatorio Clase de 1951 que alberga dos telescopios; un reflector de 20 pulgadas usado principalmente para divulgación pública, y un reflector de 32 pulgadas usado para enseñanza e investigación. Está vinculado con el telescopio Austin-Fellows del Observatorio Stull en la Universidad Alfred por ser el segundo telescopio óptico más grande en el estado de Nueva York, detrás del reflector de 40 pulgadas en el Observatorio SUNY Oneonta College.

### Lista de personas directoras
- Maria Mitchell (1865–1888)
- Mary Watson Whitney (1888–1895)
- Caroline Furness (1895–1936)
- Maud Worcester Makemson (1936-1957)
- Henry Albers (1958–1990)[6]
- Fred Chromey (1990–2016)
- Colette Salyk (2016-al presente)